# Rophites flavicornis
Rophites flavicornis är en biart som först beskrevs av Heinrich Friese 1913.  Rophites flavicornis ingår i släktet blomdyrkarbin, och familjen vägbin. Inga underarter finns listade i Catalogue of Life.